# Xfburn
Xfburnとは、XfceアプリのCD/DVDライティングソフトウェアである。簡素さが特徴であり、インターフェースはタブ化され、利用にはパスと書き込み速度を指定するだけでよい。

## 機能
- CD/DVD/Blu-rayへの書き込み[3]
- ISOイメージの作成,書き込み[3]
- 音楽CDの作成,書き込み[3]